# 5デイズ
『5デイズ』（原題: 5 Days of War）は、2011年に公開したアメリカ合衆国の戦争映画。2008年、ロシアがグルジアに侵攻した南オセチア紛争を描いた作品。監督は『ダイ・ハード2』『クリフハンガー』のレニー・ハーリンが行った。

## 概要
アメリカ人ジャーナリストのトマス・アンダースは、南オセチア紛争を取材する。真実を伝えようとするが、国際社会の関心は北京オリンピックにしかない。
そしてトマス達は、南オセチア人民兵達による暴虐を目の当たりにする。
北京オリンピックの陰で起きた南オセチア紛争の五日の物語を真実とフィクションを織り交ぜて伝える。

## キャスト
| 役名                             | 俳優                       | 日本語吹替 |
| -------------------------------- | -------------------------- | ---------- |
| トマス・アンダース               | ルパート・フレンド         | 阪口周平   |
| タティア・メデヴィ               | エマニュエル・シュリーキー | 乃神亜衣子 |
| セバスチャン・ガンツ             | リチャード・コイル         | 志賀麻登佳 |
| ミリアム ・アイズナー            | ヘザー・グラハム           | 一杉佳澄   |
| レゾ・アヴァリアニ大尉           | ジョナサン・シェック       |            |
| アレクサンドル・デミドフ大将     | ラデ・シェルベッジア       |            |
| ミヘイル・サアカシュヴィリ大統領 | アンディ・ガルシア         | 加藤亮夫   |
| ダッチマン                       | ヴァル・キルマー           | 牛山裕樹   |
| ゾーイ                           | アンチュ・トラウェ         |            |
| ミカエル・スティルトン           | ケネス・クラナム           |            |
| クリス・バイロット               | ディーン・ケイン           |            |

## スタッフ
- 監督: レニー・ハーリン
- 製作：レニー・ハーリン、ミルザ・パプナ・ダヴィタイア、コバ・ナコピア、ジョージ・ラスク
- 製作総指揮：グレゴリー・ゲロヴァーニ、マイケル・フラニガン、デヴィッド・イメダシュヴィリ、シンディ・クィパース